# Anne Krüger (Shorttrackerin)
Annekatrin „Anne“ Krüger (* 26. Dezember 1979 in Rostock als Annekatrin Eckner) ist eine ehemalige deutsche Shorttrackerin.

## Karriere
Anne Krüger gewann bei den Europameisterschaften 1998 in Budapest in der Staffel zusammen mit Yvonne Kunze, Susanne Busch, Katrin Weber Bronze, was zugleich die erste Medaille für Deutschland bei einer Shorttrack-Europameisterschaft war.
Im Folgemonat nahm Krüger an den Olympischen Winterspielen in Nagano teil. Mit der gleichen Besetzung wie in Budapest belegte sie in der Staffel den achten Rang.